# Camila Loures
Camila de Almeida Loures (Belo Horizonte, 7 de fevereiro de 1995) é uma youtuber, influenciadora digital, cantora e atriz brasileira. Começou sua carreira no YouTube, onde hoje já conta com mais de 15 milhões de inscritos, além do prêmio de maior Youtuber da América Latina. Seu vídeo mais popular é o clipe da canção Bambolê, gravada com o funkeiro MC WM, que já conta com mais de 30 milhões de visualizações.
Seu reality show XIS possui uma média de 1 milhão de visualizações por episódio ao longo de 10 temporadas, além de ter virado um jogo de tabuleiro.
Camila Loures é tratada pela mídia como a maior Youtuber mulher do Brasil, além de ser a Youtuber negra brasileira com mais seguidores do mundo, segundo dados de 2020.

## Biografia e carreira
Camila Loures nasceu na cidade de Belo Horizonte, em Minas Gerais, no dia 7 de fevereiro de 1995. Começou a fazer sucesso na internet com o Vine, rede social em que postava vídeos de comédia. Com o crescimento de sua conta no aplicativo, ela migrou para o YouTube, e expandiu os conteúdos para culinária, tags, desafios e paródias musicais.
Em 2016, lançou o livro Manual de Sobrevivência do Adolescente, em que ela dá conselhos sobre essa fase da vida. A obra figurou entre os livros mais vendidos na categoria infanto-juvenil em maio de 2016, segundo o ranking do PublishNews. No mesmo ano, começou a investir na carreira musical, tendo assinado contrato com a Universal Music em 2017. Ela já lançou singles como "Eu Vou Arrasar", "Segue o Baile" e a parceria com a dupla sertaneja Henrique & Diego, "Miga Loka".
O canal de Camila Loures foi o que mais aumentou de inscritos na área de entretenimento em 2018. No ano seguinte, lançou seu segundo livro, 24 Horas com Camila Loures. Atualmente, ela faz sucesso com seu quadro 24 Horas, no qual ela passa um dia inteiro em uma situação específica. Algumas das edições mais populares do quadro são ambientadas em cenários como parque aquático, piscina, supermercado, escola e shopping center.
Em 2020, comprou uma casa em Belo Horizonte somente para realizar suas gravações. No mesmo ano, a canção "Bambolê", uma parceria com o funkeiro MC WM, alcançou 3,6 milhões de acessos em apenas 6 dias.
Em 2021, foi anunciada, ao lado de Virgínia, como apresentadora do PodCats, podcast de entrevistas com celebridades e personalidades da internet considerado um sucesso nas plataformas de streaming. A partir da 3° temporada do projeto, Virgínia deixa o projeto, sendo substituída pelo influenciador digital Lucas Guimarães, que assumiu o comando do projeto ao lado de Camila Loures até a 6° temporada.
Em 2023, estreiou como atriz ao interpretar a personagem Milena no longa-metragem Uma Fada Veio Me Visitar, inspirado na obra de Thalita Rebouças e estrelado por Xuxa. 
Atualmente, os clipes lançados somam um total de mais de 100 milhões de visualizações e a artista acumula mais de 15 milhões de inscritos em seu canal. Além disso, sua carreira é agenciada pela agência Brasilera Digital. 

## Singles
| Ano  | Título                                   |
| ---- | ---------------------------------------- |
| 2016 | "Eu Vou Arrasar"                         |
| 2017 | "Miga Loka" (com Henrique & Diego)       |
| 2018 | "Segue o Baile"                          |
| 2019 | "Tocar o Terror"                         |
| 2020 | "Bambolê" (com MC WM)                    |
| 2020 | "Ela Joga"                               |
| 2021 | "Eu Não"                                 |
| 2021 | "Elevador"                               |
| 2022 | "Bandidona"                              |
| 2023 | "Rosetada na Malvada" (com Luan Pereira) |

## Prêmios e indicações
| Ano  | Prêmio                  | Categoria                         | Indicação                                  | Resultado |
| ---- | ----------------------- | --------------------------------- | ------------------------------------------ | --------- |
| 2019 | Streamy Awards          | Melhor Youtuber da América Latina | Camila Loures                              | Venceu    |
| 2020 | Prêmio Jovem Brasileiro | Youtuber do Ano                   | Camila Loures                              | Venceu    |
| 2020 | Meus Prêmios Nick       | Youtuber do Ano                   | Camila Loures                              | Indicada  |
| 2020 | Meus Prêmios Nick       | Hit Nacional Favorito             | Bambolê (com MC WM)                        | Indicada  |
| 2022 | MTV Miaw                | Podcast nosso de cada dia         | PodCats (Virginia Fonseca e Camila Loures) | Venceu    |
| 2022 | MTV Miaw                | Creator Supremo                   | Camila Loures                              | Indicada  |
| 2023 | Prêmio Jovem Brasileiro | Youtuber do ano                   | Camila Loures                              | Venceu    |